# Le Voyageur (journal)
Pour les articles homonymes, voir Voyageur.
Le Voyageur est un journal hebdomadaire de Sudbury (Ontario) de langue française en milieu minoritaire qui s'adresse avant tout à la communauté franco-ontarienne. Il a été créé en 1968 par Émile Guy, à la suite de la cessation du journal francophone de la région précédent, L'information, publié par le diocèse de Sault Ste. Marie. Il couvre les villes de Sudbury, North Bay, Kapuskasing, Timmins, Cochrane et Wawa et a un tirage de 15 000 exemplaires.
En avril 2013, l'éditeur de l'hebdomadaire, Paul Lefebvre, annonce la fusion imminente du journal avec le bimensuel de Timmins (qu'il possède également), l'Express de Timmins, afin de faire du Voyageur un journal à la vocation de servir tout le Nord-Est de l'Ontario. Le journal sera alors également distribué dans les régions de Kapuskasing, Cochrane, Temiskaming Shores et North Bay, entre autres, et couvrira l'actualité de ces communautés.
Le Voyageur fait partie de l'Association de la presse francophone (APF), maintenant devenu Réseau.Presse, et est souvent récipiendaire de prix de cette association lors d'un gala annuel.
De plus, le journal étudiant Tapage est inséré dans le Voyageur, cinq fois dans l'année. Ce projet permet à des journalistes en herbe de la communauté sudburoise de parfaire leur talent de rédaction et de rédiger sur des enjeux locaux, nationaux ou internationaux de leur point de vue.

## Éditeurs
- Années 1970 : Hubert Potvin[2] ;
- 1998-2011: Réjean Grenier ;
- 2011- présent: Paul Lefebvre

## Hyperliens
- Site officiel